# Madelyn Marie
Madelyn Marie (West Point, 29 gennaio 1987) è un'ex attrice pornografica statunitense, conosciuta anche come Madeline Marie.

## Biografia
Lei a West Point New York da una famiglia di origini italiane, infatti suo nonno è nato in Italia e prima di trasferirsi in America ha lavorato li per un breve periodo.
Dopo la laurea e il tradimento del suo storico fidanzato, entra nel mondo del porno nel 2008, all'età di 21 anni per vendetta. 
Durante la sua carriera ha collaborato con molte agenzie come Wicked Pictures, Vivid Entertainment e Evil Angel e lavorato con alcuni importanti attori e attrici fra i quali Jessica Young, Crista Moore, Camel Moore, Carolyn Reese, Penny Flame, Jessica Lynn, Kristina Rose, Phoenix Marie, Savannah Stern, Audrey Hollander, Nikki Benz, Eva Angelina, Sunny Leone e Kiara Diane, che le hanno permesso, tra il 2010 il 2012 di vincere ed essere candidata spesso a vari premi e riconoscimenti di prestigio. Ha subìto due interventi al seno, il primo all'inizio della sua carriera, ancora giovanissima, il secondo nel 2009 dove si è fatta impiantare due protesi mammarie.

## Vita privata
È stata sposata con l'attore pornografico spagnolo, Ramón Nomar.

## Premi e candidature
- 2010 - nomination agli AEBN come miglior debuttante
- 2010 - nomination agli AVN Awards come attrice dell'anno
- 2010 - candidata ai FAME Awards come miglior fisico
- 2010 - candidata al XBIZ Award nuova star dell'anno
- 2011 - nomination agli AVN Award come miglior gruppo sexy femminile nel film Hocus Pocus XXX, insieme alle colleghe Audrey Hollander, Nikki Benz, Eva Angelina, Sunny Leone e Kiara Diane
- 2011 - candidata agli AVN Award come miglior gruppo sexy femminile nel film BatfXXX: Dark Night con le colleghe Bobbi Starr Dani Jensen, Krissy Lynn, Carolyn Reese, Paul Chaplin, Derrick Pierce, Chris Johnson e Danny Wylde
- 2011 - candidata agli XBIZ Award come miglior attrice femminile dell'anno
- 2012 - candidata agli AVN Awards come la miglior scena di gruppo femminile nel film Girlfriends 3, insieme alle colleghe Alexis Texas, Brooklyn Lee e Chanel Preston

## Filmografia
- 12 Nasty Girls Masturbating 13 (2008)
- 13 Cum Hungry Cocksuckers 8 (2008)
- Ass Titans (2008)
- Backstage Girls (2008)
- Doll House 5 (2008)
- Fresh Outta High School 13 (2008)
- Fresh Outta High School 14 (2008)
- Friends with Benefits (2008)
- Gina's Fresh Breed 5 (2008)
- Girls Can't Think Straight (2008)
- Hot Chicks Perfect Tits 2 (2008)
- Jack's Leg Show 4 (2008)
- Jesse Jane Online (2008)
- Lustrous (2008)
- New To The Game 4 (2008)
- Office Perverts (2008)
- Stoya Atomic Tease (2008)
- Succubus Of the Rouge (2008)
- Wives' Secret Fantasies (2008)
- AJ Bailey is Tight (2009)
- Big Breast Nurses 3 (2009)
- Big Tits in Sports 2 (2009)
- Birthday Party (2009)
- Bodies In Unison (2009)
- Bubble Butt Bonanza 16 (2009)
- Cum On In 6 (2009)
- Deep Desires (2009)
- Do Me Right! 2 (2009)
- Doctor Adventures 6 (2009)
- Erotic Enchantment (2009)
- Fresh Meat 26 - Don't Choke (2009)
- Fresh Outta High School 16 (2009)
- Fucked On Sight 6 (2009)
- Last Call (2009)
- Lust 3 (2009)
- No Swallowing Allowed 16 (2009)
- Nylons 5 (2009)
- Pornstar Perspective (2009)
- Real Wife Stories 4 (2009)
- Rocco's Back! (2009)
- Seducing Fantasies (2009)
- Sport Fucking 5 (2009)
- Strip Tease Then Fuck 12 (2009)
- Supermodel Slumber Party (2009)
- Teen Alien Sex Dreams (2009)
- Tight (2009)
- Trust Justice 5 (2009)
- Voyeur 36 (2009)
- We Live Together 11 (2009)
- 2 Rods 1 Broad (2010)
- Amy Ried's Sexy Girls (2010)
- BatFXXX - Dark Knight Parody (2010)
- Big Tit Cream Pie 6 (2010)
- Big Tits At School 8 (2010)
- Bonny and Clide (2010)
- Cocks On The Block (2010)
- Ghost Fuckers (2010)
- Girl Games (2010)
- Girls Hunting Girls 20 (2010)
- Her First Lesbian Sex 19 (2010)
- Hocus Pocus XXX (2010)
- Hot and Mean (2010)
- Hung 3 (2010)
- Inside Story (2010)
- Inside the Booby Hatch (2010)
- Lust (2010)
- Masters of Reality Porn 6 (2010)
- Molly's Life 4 (2010)
- Not Married With Children XXX 2 (2010)
- Passenger 69 (2010)
- Play Misty For Me (2010)
- Real Wife Stories 8 (2010)
- Studio 69 (2010)
- This Butt's 4 U 6 (2010)
- Tiger's Got Wood (2010)
- All Internal 15 (2011)
- Best All Internal Cumshots 2 (2011)
- Big Tits At Work 12 (2011)
- Bride Bangers (2011)
- Cruel Media Conquers Los Angeles (2011)
- Doctor Adventures 9 (2011)
- Fetish Visions (2011)
- Girlfriends 3 (2011)
- Indulgence 3 (2011)
- Latina Solitas (2011)
- My Ex Girlfriend (2011)
- Naughty Office 24 (2011)
- Penthouse Nurses (2011)
- Tara's Titties (2011)
- Wife Switch 12 (2011)
- Working Hard (2011)
- MILF Angels (2013)